# Polydaktyli

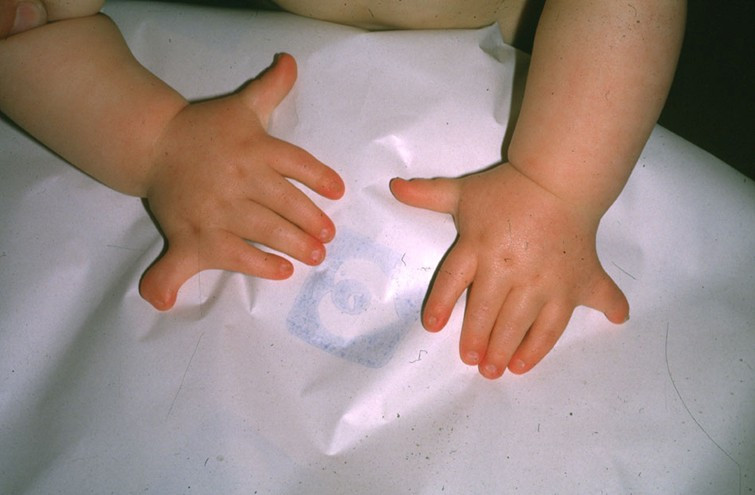
Bilateral polydaktyli.

Polydaktyli (från klassisk grekiska πολύς (polýs) "många" och δάκτυλος (dáktylos) "finger") är en missbildning som innebär att man har övertaliga fingrar och/eller tår.
Vanligast är att det finns ett extra lillfinger eller en extra lilltå, vilket enkelt kan avlägsnas genom operation. Finns det däremot en extra tumme eller extra stortå, blir operationen svårare att genomföra, om ens möjlig.
Ärftligheten är hög då polydaktyli är autosomalt dominant. Missbildningen förekommer oftare inom vissa folkslag än andra. Polydaktyli förekommer även i hög frekvens inom olika missbildningssyndrom, till exempel Downs syndrom, Meckels syndrom och Pataus syndrom.
Polydaktyli är även mycket vanligt hos katter. Katter med polydaktyli brukar kallas för skeppskatter. I USA har man avlat fram kattraser med polydaktyli, ett exempel är Pixiebob.